# Liste von Krankenhäusern in Hamm
Die Liste der Krankenhäuser in Hamm führt alle aktuellen Plankrankenhäuser und sonstigen Krankenhäuser in der kreisfreien Stadt Hamm, Nordrhein-Westfalen, auf.

## Liste
| Name                                            | Lage                             | Eröffnung | Bemerkungen                                 | Bild |
| ----------------------------------------------- | -------------------------------- | --------- | ------------------------------------------- | ---- |
| Evangelisches Krankenhaus Hamm                  | Werler Straße 110, 59063 Hamm    | 1896      | Ehemals Städtisches Krankenhaus.            |      |
| Klinik für Manuelle Therapie                    | Ostenallee 83, 59071 Hamm        | 1963      | [ 1 ]                                       |      |
| LWL-Universitätsklinik Hamm                     | Heithofer Allee 64, 59071 Hamm   | 1965      |                                             |      |
| St. Barbara-Klinik Hamm-Heessen                 | Am Heessener Wald 1, 59073 Hamm  | 1967      | Träger: St. Franziskus-Stiftung Münster     |      |
| St. Marien-Hospital Hamm, Klinik Knappenstraße  | Knappenstraße 19, 59071 Hamm     |           | Ehemals Knappschaftskrankenhaus.            |      |
| St. Marien-Hospital Hamm, Klinik Nassauerstraße | Nassauerstraße 13–19, 59065 Hamm |           |                                             |      |
| Märkische Kinderklinik                          | Werler Straße 130, 59063 Hamm    | 1921      | Heute Teil des Evangelischen Krankenhauses. |      |

### Ehemalige Kliniken
| Name                       | Lage                  | Betrieb       | Bemerkungen                                              | Bild |
| -------------------------- | --------------------- | ------------- | -------------------------------------------------------- | ---- |
| Nordenhospital             |                       | 1280 bis 1805 | [ 3 ]                                                    |      |
| Bundeswehrkrankenhaus Hamm | Marker Allee 76, Hamm | 1967 bis 2007 | Die Zahl der Bundeswehrkrankenhäuser hat sich reduziert. |      |
| St. Josef-Krankenhaus      | Bockum-Hövel          | 1913 bis 2022 | ehemals Malteser-Krankenhaus                             |      |
| Kinderklinik St. Elisabeth | Nordenwall, Hamm      | bis 2001      | [ 5 ]                                                    |      |